# 行政副主席 (琉球政府)
行政副主席（日语：／）是美國治理琉球時期所設立的職務，為琉球政府行政主席的助手、監督政府事務的特別職公務員。在行政主席不在或出事故的時候代行行政主席職權。
根據《琉球政府的設立》第四條規定，琉球政府設置行政副主席一人。最初，行政副主席由琉球列島美國民政府的民政副長官（後為高級專員）任命；自1965年起改為由行政主席任命，且無須徵得立法院的同意。

## 歷任行政副主席
1. 泉有平（1952年4月1日-1953年12月26日）
2. 與儀達敏（日语：与儀達敏）（1954年3月18日-1956年2月11日）
3. 神村孝太郎（日语：神村孝太郎）（1956年4月3日-1957年12月21日）
4. 大田政作（1957年12月21日-1959年11月10日）
5. 瀨長浩（1959年11月11日-1964年6月18日）
6. 小波藏政光（1964年6月18日-1967年7月12日）
7. 小渡三郎（日语：小渡三郎）（1967年7月12日-1968年4月4日）
8. 赤嶺義信（1968年4月12日-1968年11月30日）
9. 知念朝功（1968年12月1日-1971年8月4日）
10. 宮里松正（日语：宮里松正）（1971年8月4日-1972年5月14日）